# Cambil
Cambil là một đô thị trong tỉnh Jaén, Tây Ban Nha. Theo điều tra dân số 2006 (INE), đô thị này có dân số là 2996 người.
37°40′B 3°34′T / 37,667°B 3,567°T